# UPA – Unidos Para Ajudar
- Nota: Para outros significados consulte UPA (desambiguação).

UPA – Unidos Para Ajudar é um álbum que conta com a participação de vários artistas portugueses que cantam em dueto. O álbum resultou de uma campanha de acção social, uma iniciativa da Associação Encontrar+se, contra a discriminação de pessoas que sofrem de doenças mentais. Apesar de ter sido apenas lançado em Dezembro de 2008, as músicas foram lançadas, uma por mês, durante o ano de 2008. Teve edição de CD+DVD sendo que o DVD contém o "making of" com filmagens das gravações, os "videoclips" das músicas e alguns depoimentos dos artistas envolvidos . 

## Faixas
1. Mantém-te firme - Mariza & Boss AC
2. Pertencer - Xutos & Pontapés & Oioai
3. Convite - Clã & Jorge Palma
4. Ele é que não - Rodrigo Leão & J.P. Simões
5. Bipolar - Mesa & Rui Reininho
6. Voa - Balla & Paulo Gonzo
7. Rei vai nu - Sérgio Godinho & Xana
8. Loucura - José Mário Branco & Mão Morta
9. Ouve bem - Tiago Bettencourt & Cool Hipnoise
10. Vendaval - Camané & Dead Combo